# The Girl in Lower 9
The Girl in Lower 9 è un cortometraggio muto del 1916 diretto da Cleo Madison e da William V. Mong.

## Produzione
Il film fu prodotto dall'Universal Film Manufacturing Company (con il nome Big U).

## Distribuzione
Distribuito dall'Universal Film Manufacturing Company, il film - un cortometraggio in una bobina - uscì nelle sale cinematografiche USA il 5 agosto 1916.